# فايزة هيكل
فايزة هيكل هي أستاذة الآثار المصرية بجامعة القاهرة والجامعة الأمريكية بالقاهرة ورئيسة الجمعية الدولية للمصريات.

## سيرة
ولدت هيكل في 11 أبريل 1938. كان والدها سياسيًا مصريًا بارزًا. التحقت بالمدرسة الفرنسية بالقاهرة عندما كانت طفلة، ودرست علم المصريات في كلية الآداب بجامعة القاهرة من 1956 إلى 60، حيث حصلت على ليسانس آثار من كلية الآداب، جامعة القاهرة عام 1960. في العام التالي، قبل الحصول على المنحة، عملت في حملة اليونسكو في النوبة لإنقاذ الآثار المعرضة للخطر من بناء سد أسوان، حيث كانت مسؤولة أولاً عن مراجعة المواد الكتابية للحملة للنشر، ثم إجراء العمل الميداني في النوبة. لم يُسمح للنساء المصريات في السابق بالسفر للعمل في الحفريات الأثرية، وتصف هيكل نفسها بأنها «مهدت الطريق لعالمات المصريات للعمل في النوبة». من 1961 إلى 1965، درست هيكل في المملكة المتحدة، في البداية في كلية لندن الجامعية، حيث طُلب من مشرفها، والتر بريان ايمري [الإنجليزية]، تضمينها في فريقه العامل في النوبة، رد «أنا لا آخذ فتيات في فريقي». انتقلت إلى كلية سانت آن [الإنجليزية] بجامعة أكسفورد عام 1962 حيث درست لنيل درجة الدكتوراه في البرديات المصرية بالمتحف البريطاني. حصلت على الدكتوراه عام 1965 لتصبح أول سيدة مصرية تحصل على درجة الدكتوراه في علم المصريات.
بعد التخرج، عادت هيكل إلى القاهرة لتدريس علم المصريات، لكنها انتقلت بعد ذلك إلى بلدان مختلفة بسبب عمل زوجها كدبلوماسي (تزوجت من محمد عبد الحليم محمود قبل تخرجها بقليل من الدكتوراه؛ وتوفي عام 1979)؛ أثناء تواجده في إيطاليا قامت بالتدريس في جامعة سابينزا في روما. في الثمانينيات أصبحت أستاذة علم المصريات بالجامعة الأمريكية بالقاهرة. تضمن عملها الأثري في هذا المنصب توجيه مشروع لحماية المواقع الأثرية أثناء إنشاء قناة السلام في شمال سيناء. في عام 1988، انتخبت أول رئيسة للجمعية الدولية لعلماء المصريات. كانت هيكل أيضًا أستاذًا زائرًا في جامعة روما سابينزا والسوربون (كلاهما 1994) وجامعة تشارلز في براغ بجمهورية التشيك (2000)، وخلال عامي 2006 – 2007، شغلت هيكل منصب أستاذ كرسي بليز باسكال للأبحاث وهو المنصب الذي تتيحه مدرسة الأساتذة العليا، وهي مؤسسة تعليم عالٍ في فرنسا، وتستضيفه جامعة السوربون. فضلًا عن ذلك، فقد ألقت الكثير من المحاضرات في أمريكا الشمالية والجنوبية، وأوروبا، والشرق الأقصى، وأفريقيا.
هيكل هي أول سيدة قامت بالاشتراك في الحملة الدولية لإنقاذ آثار النوبة، وأول سيدة ترأست الجمعية الدولية لعلماء الآثار في العالم، كما أنها أول سيدة مصرية تترأس المؤتمر الدولي للمصريات وذلك في عام 1988. وتتولى هيكل الإشراف على إعداد النسخ العربية من موسوعة علم المصريات التي تعدها جامعة UCLA بكاليفورنيا، كما أنها عضو بالعديد من اللجان والهيئات العلمية والمحلية.

## تكريم
صدر كتاب بعنوان "Hommages à Fayza Haikal" من قبل المعهد الفرنسي للآثار الشرقية في عام 2003. ورشحت هيكل لجائزة «امرأة العام» في عام 2015 من قبل جمعية استكشاف مصر ووزارة الآثار المصرية.